# Campagne du Jiangsu sud
 (janvier 2020).
Si vous disposez d'ouvrages ou d'articles de référence ou si vous connaissez des sites web de qualité traitant du thème abordé ici, merci de compléter l'article en donnant les références utiles à sa vérifiabilité et en les liant à la section « Notes et références ».
Guerre civile chinoise
La campagne du Jiangsu Sud (苏南战役) est une série de batailles disputées en 1945 dans le Sud du Jiangsu et des régions proches de l’Anhui et du nord du Zhejiang, et est un affrontement entre les communistes et les armées des régimes collaborateurs ralliées aux nationalistes après la fin de la Seconde Guerre mondiale, au tout début de la reprise de la guerre civile chinoise, et achevées par une victoire des communistes.

## Ordre de combat
Nationalistes :
- Troisième Division
- Autres unités
- Troupes japonaises

Communistes :
- 1re Colonne de la Région Militaire du Jiangsu – Zhejiang

## Campagne

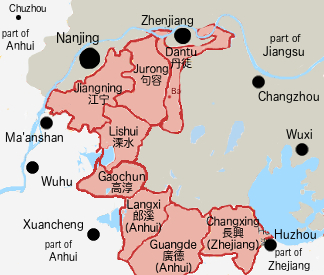
Comtés et districts sous contrôle des forces communistes dans le Jiangsu du Sud et dans des zones de l’Anhui et du Zhejiang en août 1945.

Le 8 septembre 1945, la 1re Colonne de la Région Militaire communiste du Jiangsu – Zhejiang décide de prendre le contrôle de régions du Jiangsu central, du nord du Zhejiang et de régions adjacentes de l’Anhui de force, les défenseurs de la zone, des troupes japonaises et chinoises collaboratrices ralliés aux Nationalistes après la fin de la Seconde Guerre mondiale, ayant refusé la reddition. Depuis la mi-août 1945, près d’une douzaine de places-fortes ennemies dans la région entre le comté de Jurong dans le Jiangsu au nord et le comté de Changxing dans le Zhejiang au sud étaient tombées entre les mains des Communistes, notamment dans les régions de Qianma, de Nandu, de Tianwangsi, de Baonian et de Jiapu. 
Le 14 août 1945, le 8e Régiment de la 3e Division des anciens partisans des Japonais ralliés aux Nationalistes avec environ 1 200 hommes s’aventure hors de Jurong en réponse à la contre-attaque, et reçoit l’assistance de deux compagnies de troupes japonaises. Le 1er Régiment de la 1re Colonne de la Région Militaire communiste du Jiangsu – Zhejiang prend en embuscade l’ennemi dans les régions de Zhangjiagang et de Duanjiaqiao, et après un combat de onze heures parvient à tuer près de 30 Japonais et plus de 370 Nationalistes, y compris le commandant du 8e Régiment de la 3e Division nationaliste. Un Japonais et plus 350 Nationalistes sont également pris vivants par les troupes communistes.
Le 19 août 1945 la 1re Colonne de la Région Militaire communiste du Jiangsu – Zhejiang lance l’attaque contre Jintan et Liyang, et y défait les défenseurs composés d’un détachement de troupes japonaises et de deux régiments d’anciens collaborateurs ralliés aux Nationalistes. Plus de 1 700 Nationalistes sont pris vivants par les attaquants. Quatre pièces d’artillerie et 48 mitrailleuses tombent entre les mains communistes. En prenant avantage de leur victoire, les Communistes s’emparent des villes de Lishui, Gaochun, et de Hushu dans le comté de Jiangning, en menaçant les faubourgs de Nankin. Le 24 août 1945, Ji’an tombe aux mains des Communistes, et le 25 août 1945 le Comté de Langxi est pris à son tour. La campagne se conclut le 28 août 1945, quand le Comté de Guangde est conquis par les Communistes.